# Валонгу
Вало́нгу (порт. Valongo; МФА: [vɐ.ˈɫõ.gu]) — муніципалітет і місто в Португалії, в окрузі Порту. Розташований у північно-західній частині країни, на теренах історичної португальської провінції Дору-Міню. Належить до Портуської діоцезії Католицької церкви в Португалії. Права міського самоврядування має з 1836 року. Поділяється на 4 парафії. За адміністративним поділом, чинним до 1976 року, був складовою провінції Берегове Дору. Площа муніципалітету — 75,12 км², населення муніципалітету — 93858 ос. (2011); густота населення — 1249,44 осіб/км²
. Патрон — святий Мамант. Святковий день муніципалітету — 24 червня. Поштовий індекс — 4440.  Код місцевої адміністративної одиниці — 1315. Складова статистичного регіону Північ.

## Назва
- Валонгу (порт. Valongo, стара орфографія: порт. Vallongo) — сучасна португальська назва.

## Географія
Валонгу розташоване на північному заході Португалії, в центрі округу Порту.
Валонгу межує на півночі з муніципалітетом Санту-Тірсу, на північному сході — з муніципалітетом Пасуш-де-Феррейра, на сході — з муніципалітетом Паредеш, на південному заході — з муніципалітетом Гондомар, на заході — з муніципалітетом Мая.

## Населення
| Кількість мешканців | Кількість мешканців | Кількість мешканців | Кількість мешканців | Кількість мешканців | Кількість мешканців | Кількість мешканців | Кількість мешканців | Кількість мешканців | Кількість мешканців | Кількість мешканців | Кількість мешканців | Кількість мешканців | Кількість мешканців | Кількість мешканців | Кількість мешканців |
| ------------------- | ------------------- | ------------------- | ------------------- | ------------------- | ------------------- | ------------------- | ------------------- | ------------------- | ------------------- | ------------------- | ------------------- | ------------------- | ------------------- | ------------------- | ------------------- |
| 1864                | 1878                | 1890                | 1900                | 1911                | 1920                | 1930                | 1940                | 1950                | 1960                | 1970                | 1981                | 1991                | 2001                | 2011                |                     |
| 8 511               | 9 450               | 11 188              | 11 853              | 13 811              | 14 763              | 17 239              | 23 568              | 27 939              | 33 300              | 41 265              | 64 234              | 74 172              | 86 005              | 93 858              |                     |